# Károlyi Sándor (hadvezér)

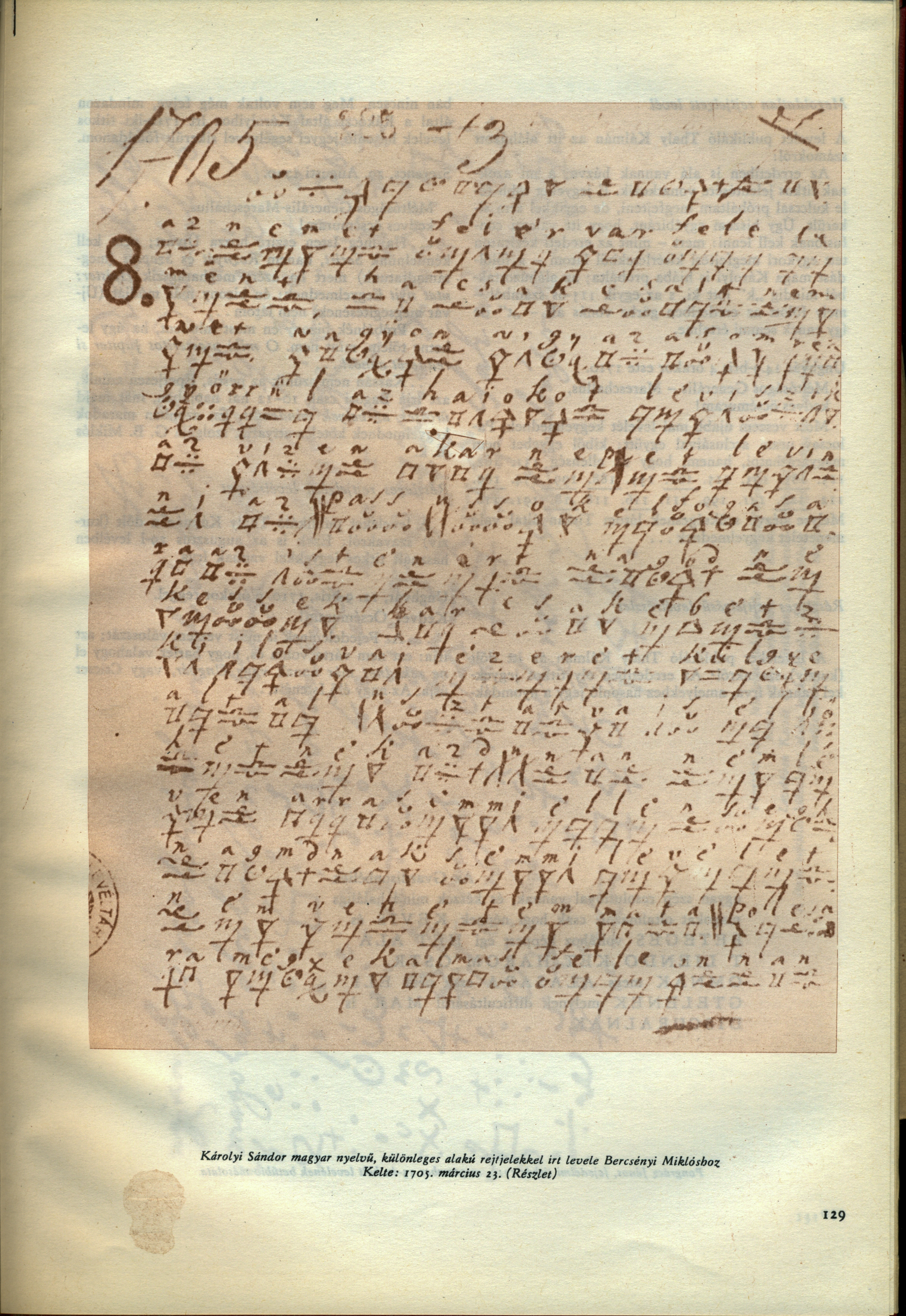
Károlyi rejtjelzett levele Bercsényi Miklóshoz, 1705

 Károlyi Sándor, nagykárolyi báró, 1712-től gróf (Olcsvaapáti, 1669. július 2. – Erdőd, 1743. szeptember 8.) előbb kuruc, majd császári–királyi tábornagy, a szatmári béke aláírója és egyik létrehozója.

## Családja
Tiszántúli nagybirtokos család sarja, báró Károlyi László (†1689. február 28.) és báró Sennyey Erzsébet (†1672. január 2.) fia. 1687. június 17-én feleségül vette báró Barkóczy György (†1693 őszén) és Koháry Judit (1650–1718. május 9.) leányát, Barkóczy Krisztinát (1670–1724. szeptember 2.). Házasságukból hat gyermek született, de közülük csak három, Klára, Ferenc (1705–1758) és László (21 évesen halt meg) érte meg a felnőttkort, Borbála, Mihály és Julianna pedig kisgyermekként hunyt el.

## Élete
Mindössze 18 éves volt, amikor atyja 1687. augusztus 4-én átadta neki a Szatmár vármegyei örökös főispáni címet, melyet ő is még életében, 1722-ben engedett át Ferenc fiának. 1699-ben a felső-magyarországi főtörvényszék bárója. Főispánként a rendi érdekek védelmezője volt, többször összeütközésbe került a császári tisztekkel, és megoldást keresett a bujdosó végváriak, katonaszökevények problémáira is.
1697-ben, még a hegyaljai felkelés kitörése előtt elfogatta Esze Tamást és Kis Albertet, a mozgalom Tisza-vidéki szervezőit, akik a lázadás leverése után komolyabb felelősségrevonás nélkül szabadultak. 1703-ban a breznai kiáltvány kibocsátását követő és a Rákóczi-szabadságharcot előkészítő tiszaháti felkelést (Esze és Kis Albert csapatait) Károlyi június 7-én szétverte Dolhánál a megyei felkelőkkel és császári katonákkal. A győzelemről személyesen tett jelentést Bécsben, egyúttal szorgalmazta az adóterhek csökkentését, hogy elejét vegyék egy szélesebb körű mozgalomnak. Miután azonban II. Rákóczi Ferenc személyesen állt a felkelők élére, és néhány hét leforgása alatt sikerült kijutnia az Alföldre, augusztusban már Károlyi birtokai is kuruc kézre kerültek. Bécsben az újabb hírek hatása alatt Károlyi győzelmi jelentése hiteltelenné vált, s a titokban ellene intézett áskálódások és gyanúsítgatások miatt az udvarnál sem bíztak meg benne. Károlyi mindezek hatása alatt 1703. október 9-én csatlakozott Rákóczihoz, aki már 18-án mezei generálissá nevezte ki.

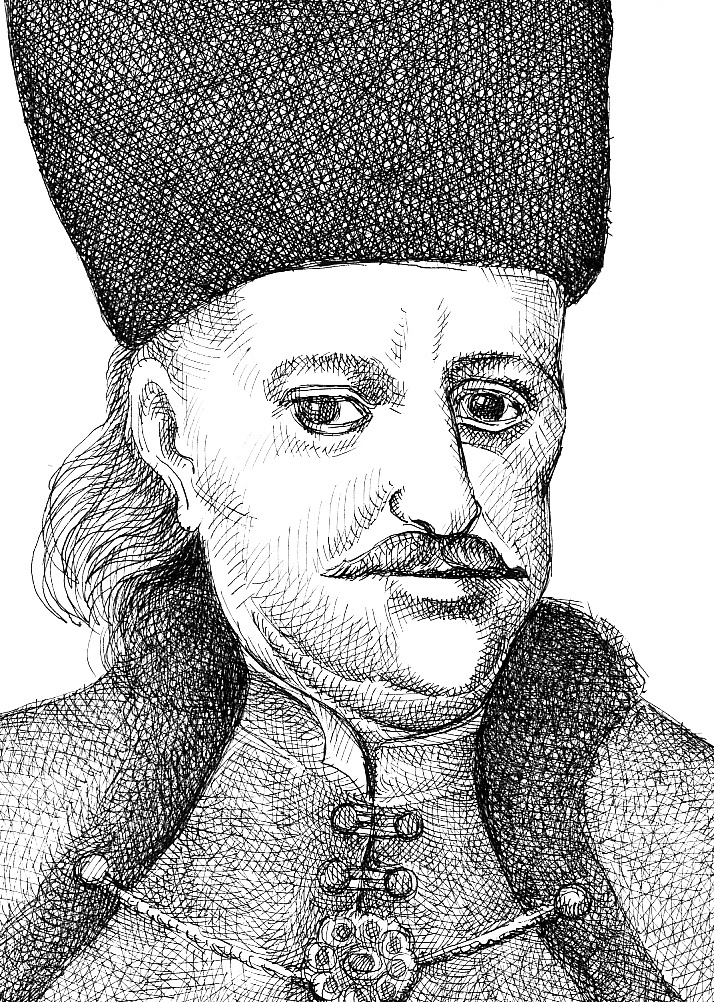
Károlyi Sándor arcképe
Muhi Sándor grafikája

Előbb a Duna–Tisza közén, majd a Felvidéken hadakozott, 1704. januártól a dunántúli hadjárat vezetője, márciustól altábornagyi rangban. Sigbert Heister császári tábornagy március végére kiszorította a Dunántúlról. Az év nyarán, Forgách Simon újabb hadjárata idején Károlyi is visszatért az országrészbe, s július 4-én a szentgotthárdi ütközetben lélektanilag fontos győzelmet aratott Jacob Josef Rabatta császári generális stájerországi csapatai felett. Miután a kurucok szeptemberben ismét kiszorultak a Dunántúlról, Károlyi 1705 elején még egyszer kísérletet tett az Esterházy Antal által találóan „végzetes földnek” '(„fatalis terra”)' nevezett országrész meghódítására. Kezdeti sikerek után, Március 31-én Balatonkilitinél ismét vereséget szenvedett Heistertől, s végleg elhagyta a Dunántúlt.
Ekkor (1705. január 2-ától) már tábornagy és kinevezett tiszántúli főgenerális. A szécsényi országgyűlésen szenátorrá választották. 1705 végén tiszántúli vezénylő generálisi beosztása mellé megkapta az Erdélyből kiszorult kuruc csapatok főparancsnokságát és a fejedelemség visszafoglalásának terhes feladatát is. Ez utóbbi tisztségében 1706 nyarán Pekry Lőrinc altábornagy váltotta fel.
Ugyanakkor megerősítették tiszántúli főkapitányságában, egy évvel később pedig a kassai főkapitányság adminisztrátora, majd főkapitánya lett a fogságra vetett Forgách Simon helyett. 1708. február 8-án Rákóczi ismét erdélyi főparancsnokká nevezte ki a kudarcot vallott Pekry helyett, de már csak az ország határvidékén ért el helyi sikereket, s a kurucok az év végére végleg kiszorultak a fejedelemségből.
A romhányi csata után (1710. január 22.) meg volt győződve arról, hogy a háborút az általános nagy kimerültség miatt lehetetlen folytatni. Részt vett a szatmári békekötés kieszközölésében és létrehozásában.
Eleonóra özvegy császárné már 1711. szeptember 15-én, majd az új császár és király, III. Károly király 1712. január 12-én kinevezte altábornaggyá, április 5-én pedig grófi méltóságra emelte. Később (1740 után) Mária Terézia császárné tábornaggyá nevezte ki, ezzel Károlyi elnyerte a legmagasabb katonai rangot is.

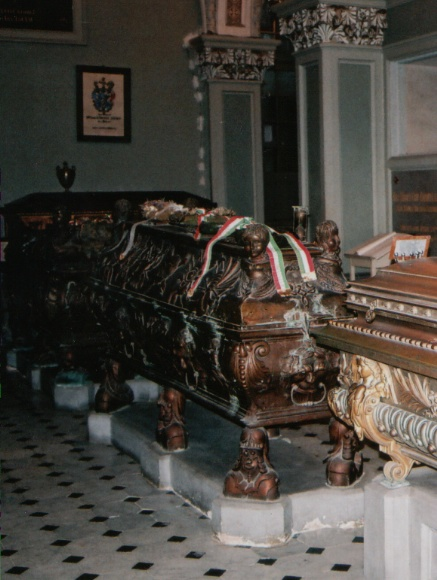
Károlyi Sándor koporsója a kaplonyi családi kriptában

Részt vett az 1716–18-as Habsburg–török háborúban, ahol a magyar katonaság egy részét irányította, melyek között rengeteg néhai kuruc szolgált. 1717-ben, amikor a tatárok (renegát kurucokkal) betörtek Erdélybe személyesen vezette ellenük a harcot a nemességgel, valamint a parasztokkal. Ezekben a harcokban is sok  kuruc vette ki a részét, így az utolsó tatárjárást nagy sikerrel felszámolták.
A legmagasabb állásokra és befolyásra jutva – ami sok gyanúsítást vont hazafiúi jellemére –, határozottan és következetesen az üldözött ügyefogyott kurucok javára használta fel hatalmát, számtalan külföldi bujdosó részére eszközölt ki hazatérési engedélyt, a segélyre szorulókat védte, támogatta. Nagy összegeket fordított jótékony intézetek, egyházak és iskolák alapítására és segítésére. Nagykárolyban a kegyesrendi szerzet egyháza és társas lakhelye, valamint a szegények ottani kórháza is, Pesten pedig a klarisszák részére alapított zárda, a nyírbátori és miskolci minorita-rendház, a majtényi, csengeri, kaplonyi, erdődi stb. templomok és iskolák neki köszönhetik létüket. Kaplonyban, a Károlyi család kriptájában helyezték örök nyugalomra.
A szatmári béke megkötése miatt Károlyiban még a 20. század végén is többen árulót láttak. Az idők folyamán számtalan feltételezés keletkezett, amelyek szándékos árulását akarják bizonyítani. Leggyakrabban azt hangoztatták, hogy a Rákóczi-vagyon megszerzésére törekedett, de miután III. Károly magyar király elkobozta a fejedelem vagyonát, abból csak kisebb részt folyósítottak Károlyinak. A másik elterjedt feltevés a Rákóczival való nézeteltérése és rá való féltékenysége.

## Hátrahagyott iratai, levelezése
Önéletírása, érdekes naplóföljegyzései és levelezése Rákóczival megmaradtak, s ezek nyomtatásban is megjelentek:
- Károlyi Sándor gróf önéletírása és naplójegyzetei. Pest : Heckenast, 1865
- A Károlyi-család oklevéltára (levelezése Rákóczival a szabadságharc alatt, V. Budapest, 1887, és Archivum Rákóczianum I–XII.)
- Székesi gróf Bercsényi Miklós levelei Károlyi Sándorhoz, 1703–1711; Honyánszky és Träger, Pest, 1868
- Balogh István: Dobozi István debreceni főbíró levelei gr. Károlyi Sándorhoz, 1703–1709; Hajdú-Bihar megyei Levéltár, Debrecen, 1986 (A Hajdú-Bihar Megyei Levéltár forráskiadványai)
- Károlyi Sándor levelei feleségéhez, 1704–1724, 1-2.; sajtó alá rend. Csobó Péter, szerk., jegyz., Kovács Ágnes; KLTE, Debrecen, 1994
  - 1. 1704–1719
  - 2. 1720–1724
- Károlyi Sándor levelei Érsekújvárból és három várvédő szabályzata. 1710. április, október; összeáll., bev., jegyz. Bánkúti Imre, szerk. Mészáros Kálmán, Molnár Sándor; Vay Ádám Múzeum Baráti Kör, Vaja, 2000 (Folia Rákócziana)
- Barkóczy Krisztina levelei férjéhez, Károlyi Sándorhoz, 1-2.; sajtó alá rend. Fogarassy Zoltán, Kovács Ágnes; Debreceni Egyetem Történelmi Intézete, Debrecen, 2011–2017
  - 1. 1698–1711; 2011
  - 2. 1712–1724; 2017